# Bergkittel

Theodor Körner als Bergstudent in Freiberg

Der Bergkittel ist Teil der traditionellen Tracht der Berg- und Hüttenleute. Da die Erze früher oft in direkter Nähe der Bergwerke verhüttet wurden, wurde diese bergmännische Tradition auch von den Hüttenleuten übernommen.

## Schnitt
Die Schnittform der Bergkittel ist für jede Region spezifisch. Oftmals zeigen Applikationen oder Stickereien an den Ärmeln und am Kragen die genaue Berufszugehörigkeit des Trägers (Schlägel und Eisen: Bergleute, Tiegelzange und Abschlackeisen: Hüttenleute).
Im österreichischen und deutschen Raum gibt es eine ältere „weiße, die sogenannte maximilianische Bergmannstracht“ und eine jüngere „schwarze“ Tracht. Die maximilianische Tracht, die bis ins Mittelalter zurückgeht, bestand aus einem Mantel mit Kapuze und dem Arschleder. Als Festtagstracht besteht der Mantel aus weißem Leinen, als Arbeitstracht war sie aus grobem, braunem Wollstoff gefertigt. Die „schwarze“ Bergmannstracht, die jetzt allgemein gebräuchlich ist, entstand zu Beginn des 18. Jahrhunderts in Sachsen.

## Träger
Bergkittel werden von Bergleuten bei Feierlichkeiten sowie von Knappenvereinen, Bergmannschören und ähnlichen Vereinen zur Brauchtumspflege bei öffentlichen Auftritten regelmäßig getragen. An Bergakademien wird der Bergkittel als Traditionskleidung gepflegt. Bis 1969 wurde der Bergkittel als Schuluniform an den Bergschulen getragen.

### Studentenverbindungen
Angehörige bergmännischer Studentenverbindungen tragen den Bergkittel statt der sonst üblichen Pekesche.

#### Deutschland
In Clausthal tragen u. a. die Aktiven der Verbindungen Landsmannschaft Alemannia-Silesia zu Clausthal im Coburger Convent, Turnerschaft Rheno-Germania zu Clausthal im Coburger Convent, Freie Burschenschaft Schlägel und Eisen, Alte Freiberger Burschenschaft Glückauf zu Clausthal, A.V. Glückauf-Salia Clausthal im CV und KV, VDSt Clausthal, Clausthaler Wingolf Catena, sowie die drei Corps, Corps Borussia, Corps Hercynia und Corps Montania, Bergkittel zu Couleur. Die Aktiven der ASV Barbara und der AV Kristall tragen zu offiziellen Veranstaltungen ebenfalls Bergkittel. Als ehemalige Clausthaler Studentenverbindung tragen auch die Chargierten der K.St.V. Abraxas-Rheinpreussen aus Dresden bei feierlichen Anlässen den Bergkittel.
In Freiberg wird er von Aktiven des VDSt Freiberg sowie der Akademischen Sportverbindung „Alte Elisabeth“ getragen, in Aachen beim Corps Franconia Fribergensis und Corps Palaeo-Teutonia Aachen (ehemals Teutonia Freiberg) (nur Studenten des Bergbaus).
Außerdem werden in Bochum von den Aktiven des VDSt Breslau-Bochum Bergkittel zu hochoffiziellen Veranstaltungen getragen.
Der Berg- und Hüttenmännische Verein trägt an all seinen Standorten Aachen, Berlin, Clausthal und Freiberg Bergkittel. Ebenso dient er als Festtracht beim Agricola Akademischen Verein.

#### Österreich
An der Montanuniversität Leoben gehört der Bergkittel zur akademischen Tracht und wird von Professoren und Studenten bei offiziellen Anlässen wie dem Ledersprung getragen. Er erfreut sich einer großen Wertschätzung und wird auch als Abendgarderobe akzeptiert. Die schwarze Bergmannstracht wurde im 19. Jahrhundert, so wie andere Traditionen, vor allem von der Bergakademie Schemnitz übernommen.

#### Polen
Die CV-Verbindung AV Salia-Silesia zu Oppeln in Polen trägt ebenfalls Bergkittel, um ihre Verbundenheit zur oberschlesischen Heimat zu demonstrieren.

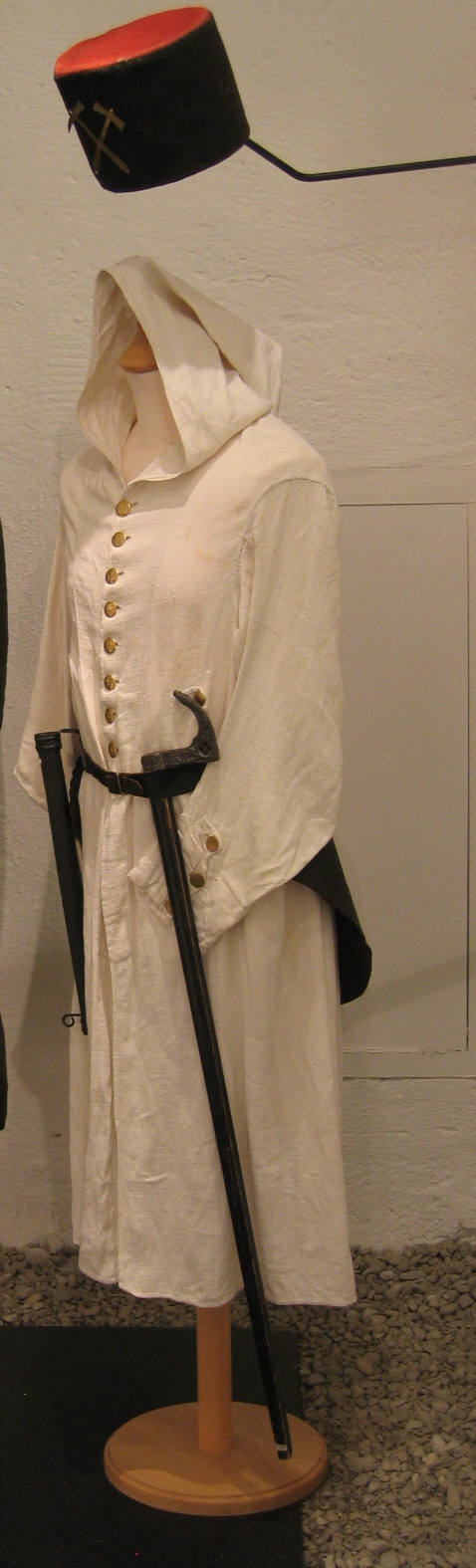
Maximilianische Bergmannstracht
Clausthaler Galakittel
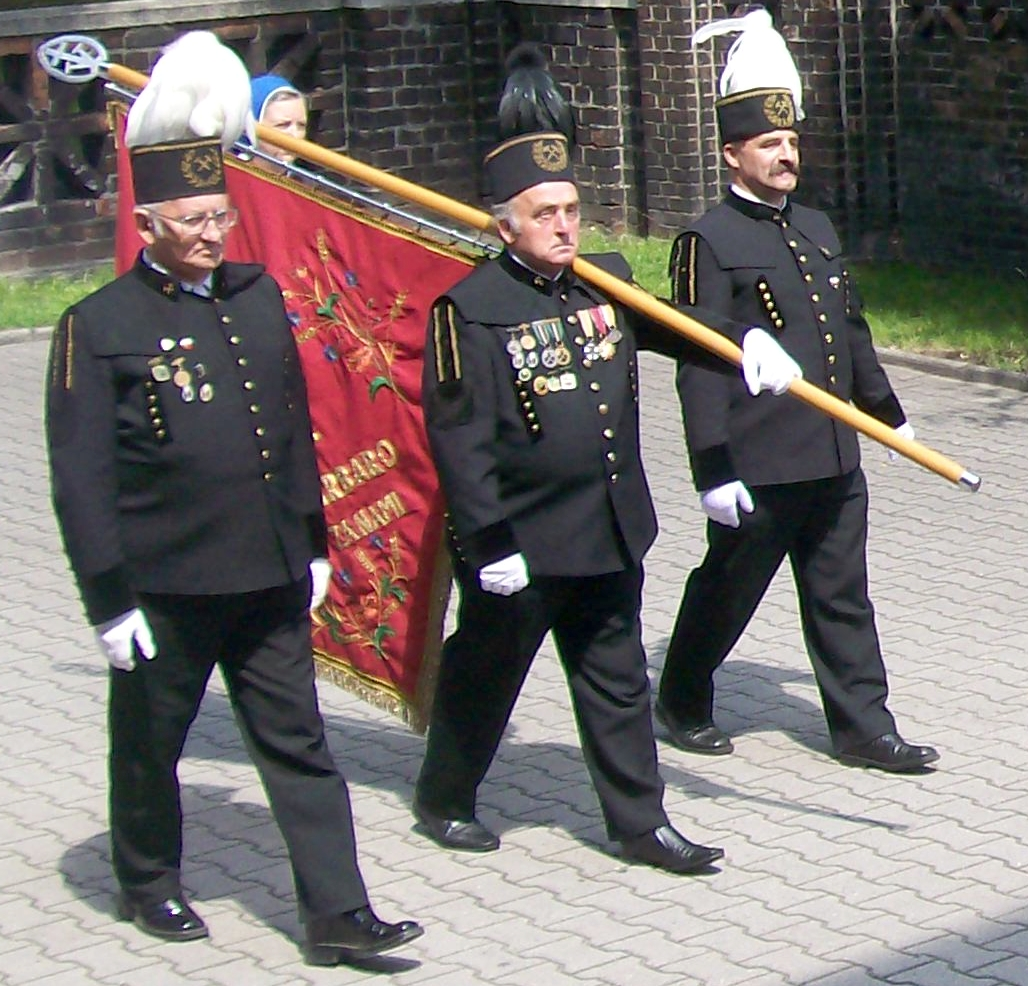
Polnische Bergkittel